# Мацкове
Мацко́ве — село в Україні, у Глухівській міській громаді Шосткинського району Сумської області. Населення становить 169 осіб. До 2020 орган місцевого самоврядування — Баницька сільська рада.

## Населення

### Мова
Розподіл населення за рідною мовою за даними :
| Мова       | Кількість | Відсоток |
| ---------- | --------- | -------- |
| українська | 151       | 89.35%   |
| російська  | 17        | 10.06%   |
| вірменська | 1         | 0.59%    |
| Усього     | 169       | 100%     |

## Географія
Село Мацкове розташоване на лівому березі річки Есмань, вище за течією на відстані 1,5 км розташоване село Баничі, нижче за течією на відстані 0,5 км розташоване село Кочерги, а на протилежному березі — село Кубареве.
Поруч пролягає автомобільний шлях Р44.

## Історія
12 червня 2020 року, відповідно до розпорядження Кабінету Міністрів України № 723-р «Про визначення адміністративних центрів та затвердження територій територіальних громад Сумської області», село увійшло до складу Глухівської міської громади.
19 липня 2020 року, в результаті адміністративно-територіальної реформи та ліквідації Глухівського району, село увійшло до складу новоутвореного Шосткинського району.